# Звонков, Трофим Никифорович
Трофим Никифорович Звонков (1905-1978) — ефрейтор Рабоче-крестьянской Красной Армии, участник Великой Отечественной войны, Герой Советского Союза (1944).

## Биография
Родился в 1905 году в селе Заливанщина (ныне — Калиновский район Винницкой области Украины). После окончания сельской школы работал в сельском хозяйстве. 
В июле 1941 года был призван на службу в Рабоче-крестьянскую Красную Армию. С августа того же года — на фронтах Великой Отечественной войны. К октябрю 1943 года гвардии ефрейтор Трофим Звонков был наводчиком орудия 247-го гвардейского артиллерийского полка 110-й гвардейской стрелковой дивизии 37-й армии Степного фронта. Отличился во время битвы за Днепр.
1 октября 1943 года вместе со своим расчётом переправился через Днепр в районе села Куцеволовка Онуфриевского района Кировоградской области Украинской ССР и принял активное участие в боях за захват и удержание плацдарма на его западном берегу. Действуя совместно со стрелковыми частями, расчёт Трофима Звонкова отразил двадцать контратак.
Указом Президиума Верховного Совета СССР «О присвоении звания Героя Советского Союза офицерскому, сержантскому и рядовому составу Красной Армии» от 22 февраля 1944 года за «образцовое выполнение боевых заданий командования при форсировании реки Днепр, развитие боевых успехов на правом берегу реки и проявленные при этом отвагу и геройство» был удостоен высокого звания Героя Советского Союза с вручением ордена Ленина и медали «Золотая Звезда».
После окончания войны был демобилизован. Вернулся в родное село. Скончался 17 ноября 1978 года.
Был также награждён орденами Отечественной войны 2-й степени и Славы 3-й степени, рядом медалей.